# Geoffrey Winters
Geoffrey Winters (Chingford, graafschap Essex, 17 oktober 1928) is een Brits componist, pianist en muziekdocent.
Winters studeerde met onderbrekingen van 1945 tot 1950 aan de Royal Academy of Music te Londen en tussen 1950 en 1952 aan de Royal Schools of Music om leraar te worden. Dat werd hij in 1952 en was leraar tot in de jaren 1970. Naast leraar was hij actief als componist, met zijn eerste serieuze stuk uit 1947. Hij had lessen gekregen van John Ireland en pianoles van Frederica Hartnoll. 
Eind jaren 70 beëindigde zijn lerarencarrière om zich meer te gaan richten op het schrijven van muziek. Toch trok het onderwijs hem nog, zo publiceerde hij een nieuwe versie van het boek A Music Course for Students, van D.E. Parry Williams in 1986.
Voor het muziektijdschrift Tempo schreef Winters diverse recensies.

## Composities
Winters heeft composities geschreven voor onder andere piano, klavecimbel en blokfluit. Hij schreef diverse orkestwerken, waaronder twee symfonieën en een vioolconcert, en kamermuziek. Zijn werk Tributaries (opus 79) voor harp won in 1983 de Lloyds Bank National Composers Award. Ook componeerde Winters zangstukken, en twee composities voor brassband.

## Publicaties
- D.E. Parry Williams en Geoffrey Winter: A Music Course for Students. Oxford University Press, Jul 1986. 128 p. ISBN 0193218402

- Library of Congress Control Number: n83065620
- Nationale Bibliotheek van Israël: 987007391943605171
- Virtual International Authority File: 79266251